# Ван Чжень (політик)
Ван Чжень (кит.: 王震, 11 квітня 1908 — 12 березня 1993) — китайський політичний діяч, один із восьми старійшин Комуністичної партії Китаю (КПК). Був 4-м Віцепрезидентом Китаю та працював під керівництвом президентів Китаю Ян Шанкуня та Лі Сяньяня. Ван Чжень був першим заступником голови Центральної консультативної комісії під керівництвом китайського лідера Ден Сяопіна.